# Изложба „Нови чланови” (1967)
Изложба „Нови чланови” се одржала у периоду од 23. до 31. марта 1967. године у Уметничком павиљону „Цвијета Зузорић”.

## Излагачи
1. Растко Васић
2. Надежда Виторовић
3. Ружица Ђорђевић
4. Милош Ђурђевић
5. Бериш Енђел
6. Бора Иљовски
7. Стеван Кнежевић
8. Боривоје Којић
9. Илија Костов
10. Еуген Кочиш
11. Наталија Лукић
12. Душан Матић
13. Реџеп Мемишевић
14. Желимир Миладин
15. Зоран Миладиновић
16. Боле Милорадовић
17. Миомир Милошевић
18. Милован Михајловић
19. Савета Михић
20. Драгослав Момчиловић
21. Александар Моравски
22. Мирјана Николајевић
23. Драгиша Обрадовић
24. Душан Оташевић
25. Љубомир Перчинлић
26. Владислав Петровић
27. Павле Поповић
28. Вељко Радовић
29. Миодраг Ристић
30. Трајко Стојановић
31. Зоран Врањски Стошић
32. Емра Тахир
33. Душан Торњански
34. Радисав Тркуља
35. Милан Четник